# Azpeytia shirakii
Azpeytia shirakii är en tvåvingeart som beskrevs av Hurkmans 1993. Azpeytia shirakii ingår i släktet Azpeytia och familjen blomflugor. Inga underarter finns listade i Catalogue of Life.